# Jerzy Szepetowski
Jerzy Szepetowski (ur. 1934 w Ostrowcu Świętokrzyskim, zm. 9 września 2009 w Radomiu) – polski artysta fotograf, uhonorowany tytułem Excellence FIAP for Services Rendered (ESFIAP). Członek honorowy, członek rzeczywisty i Artysta Fotoklubu Rzeczypospolitej Polskiej (AFRP). Prezes Zarządu Radomskiego Towarzystwa Fotograficznego.

## Życiorys
Jerzy Szepetowski związany z radomskim środowiskiem fotograficznym, mieszkał i pracował w Radomiu - fotografował od 1955 roku. Był dyplomowanym mistrzem fotografii i Instruktorem Fotografii Krajoznawczej Polskiego Towarzystwa Turystyczno-Krajoznawczego. Był członkiem Klubu Fotografii Politechniki Warszawskiej oraz (do 1961 roku) członkiem oddziału warszawskiego Polskiego Towarzystwa Fotograficznego. W 1962 roku został przyjęty w poczet członków Radomskiego Towarzystwa Fotograficznego, w którym przez 30 lat pełnił funkcję prezesa Zarządu. W latach 1966–1985 pełnił funkcję skarbnika i sekretarza w Prezydium Rady Federacji Amatorskich Stowarzyszeń Fotograficznych w Polsce.
Szczególne miejsce w twórczości Jerzego Szepetowskiego zajmowała fotografia krajobrazowa, tworzona w zdecydowanej większości w technice czarno - białej. W 1976 roku był jednym z nielicznych fotografów dokumentalistów Wydarzeń radomskich (Radomskiego czerwca).
Jerzy Szepetowski jest autorem i współautorem wielu wystaw fotograficznych; indywidualnych, zbiorowych, poplenerowych, pokonkursowych. Brał aktywny udział w Międzynarodowych Salonach Fotograficznych, organizowanych m.in. pod patronatem FIAP, zdobywając wiele medali, nagród, wyróżnień, dyplomów, listów gratulacyjnych. Pokłosiem udziału w Międzynarodowych Salonach Fotograficznych (pod patronatem FIAP) oraz pracy na rzecz fotografii i FIAP - było przyznanie Jerzemu Szepetowskiemu (w 1982 roku) tytułu honorowego Excellence FIAP for Services Rendered (ESFIAP) przez Międzynarodową Federację Sztuki Fotograficznej FIAP, obecnie z siedzibą w Luksemburgu.
W 1995 roku został przyjęty w poczet członków Fotoklubu Rzeczypospolitej Polskiej Stowarzyszenia Twórców. Decyzją Komisji Kwalifikacji Zawodowych Fotoklubu RP, otrzymał dyplom potwierdzający kwalifikacje do wykonywania zawodu artysty fotografa, fotografika (legitymacja nr 031). W późniejszym czasie został członkiem honorowym Fotoklubu RP.
Jerzy Szepetowski zmarł nagle 9 września 2009 roku w wieku 75 lat, pochowany 11 września na cmentarzu w dzielnicy Firlej w Radomiu. Jego prace zaprezentowano w Almanachu (1995–2017), wydanym przez Fotoklub Rzeczypospolitej Polskiej Stowarzyszenie Twórców.

## Odznaczenia
- Srebrny Medal „Zasłużony dla Fotografii Polskiej” (1995)[4][5]